# Cantón de Senonches
El cantón de Senonches era una división administrativa francesa, que estaba situada en el departamento de Eure y Loir y la región de Centro-Valle de Loira.

## Composición
El cantón estaba formado por ocho comunas:
- Digny
- Jaudrais
- La Framboisière
- La Puisaye
- La Saucelle
- Le Mesnil-Thomas
- Louvilliers-lès-Perche
- Senonches

## Supresión del cantón de Senonches
En aplicación del Decreto nº 2014-231 de 24 de febrero de 2014, el cantón de Senonches fue suprimido el 22 de marzo de 2015 y sus 8 comunas pasaron a formar parte del nuevo cantón de Saint-Lubin-des-Joncherets.